# Comuna Mălăiești, Orhei
Comuna Mălăiești este o comună din raionul Orhei, Republica Moldova. Este formată din satele Mălăiești (sat-reședință) și Tîrzieni.

## Demografie
Conform datelor recensământului din 2014, comuna are o populație de 1.273 de locuitori. La recensământul din 2004 erau 1.460 de locuitori.

## Administrație și politică
Componența Consiliului local Mălăiești (9 consilieri), ales la 5 noiembrie 2023, este următoarea:
|  | Partid                                        | Consilieri | Componență | Componență | Componență | Componență |
|  | --------------------------------------------- | ---------- | ---------- | ---------- | ---------- | ---------- |
|  | Partidul „Renaștere”                          | 4          |            |            |            |            |
|  | Partidul Acțiune și Solidaritate              | 4          |            |            |            |            |
|  | Partidul Dezvoltării și Consolidării Moldovei | 1          |            |            |            |            |